# Rhynchina robusta
Rhynchina robusta är en fjärilsart som beskrevs av Rudolf Pinker 1962. Rhynchina robusta ingår i släktet Rhynchina och familjen nattflyn. Inga underarter finns listade.